# Rembo
Rembo is een beeld in Amsterdam Nieuw-West.
De kunstenaar van het werk is Bastienne Kramer. Deze kreeg in de opdracht van het stadsdeel Slotervaart mee, dat het beeld extreem hufterproof moest zijn. In en om het Rembrandtpark, waar het beeld staat, wordt nogal eens vandalisme gepleegd. Kramer kwam met een meer dan drie meter hoog beeld van groengeglazuurd keramisch materiaal. Ze omschreef het als hufterwanted, indien namelijk iemand schade aan het beeld toebrengt, zal op de beschadigde plaats herstelwerk plaatsvinden door middel van brons. Dit heeft tot gevolg dat het beeld in de loop der jaren verandert/zou moeten veranderen. Op diverse plaatsen op de torso van het beeld heeft de kunstenaar de aloude techniek Friese kerfsnede toegepast.
Het beeld staat direct ten noordoosten van brug 664 in het park.